# Monterosso Almo
Monterosso Almo ist eine italienische Gemeinde im Freien Gemeindekonsortium Ragusa in der Autonomen Region Sizilien mit 2750 Einwohnern (Stand 31. Dezember 2023) und ist Mitglied der Vereinigung I borghi più belli d’Italia (Die schönsten Orte Italiens).

## Lage und Daten
Monterosso Almo liegt 28 km nördlich von Ragusa. Die Einwohner leben hauptsächlich von der Landwirtschaft und der Rinderzucht.
Die Nachbargemeinden sind Chiaramonte Gulfi, Giarratana, Licodia Eubea (CT), Vizzini (CT) und Ragusa.
Der Bahnhof Monterosso Almo lag an der schmalspurigen Bahnstrecke Giarratana–Vizzini.

## Geschichte
Der Ort wurde von den Normannen gegründet und entwickelte sich im 14. Jahrhundert mit dem Bau des Kastells. Der damalige Name war Iahalmo. Bei dem Erdbeben 1693 wurde die Stadt zerstört, sie wurde auf dem Monte Lauro wieder aufgebaut.

## Sehenswürdigkeiten
- Kirche San Giovanni Battista aus dem Jahre 1750 mit alten Stuckverzierungen
- Kirche Santa Maria Assunta im neugotischen Stil
- Kirche Sant’Antonio Abate mit Gemälden aus mehreren Jahrhunderten
- Kirche Sant’Anna